# Площадь (Тверская область)
 Площадь  — опустевшая деревня в Максатихинском районе Тверской области. Входит в состав Рыбинского сельского поселения.

## География
Находится в северо-восточной части Тверской области на расстоянии приблизительно 23 км по прямой на восток-северо-восток от районного центра поселка Максатиха на правом берегу Мологи.

## История
Деревня была отмечена как поселение с 13 дворами уже только на карте 1978 года. До 2014 года входила в Селецкое сельское поселение.

## Население
Численность населения не была учтена как в 2002 году, так и в 2010.